# Streptogonopus degerboelae
Streptogonopus degerboelae är en mångfotingart som beskrevs av Sergei I. Golovatch 1999. Streptogonopus degerboelae ingår i släktet Streptogonopus och familjen orangeridubbelfotingar. Inga underarter finns listade i Catalogue of Life.